# Никола Радлев
Никола Радлев (роден на 17 април 1947 г.), наричан по прякор Киш, е бивш български футболист, защитник и дефанзивен халф. Играл е за ЦСКА (София), Черноморец (Бургас), Левски (София) и Пирин (Благоевград). Има 276 мача и 23 гола в А група. Записва също един мач за националния отбор на България. На 24 юни 1967 г. играе в контрола срещу Полша, спечелена с 3:2.

## Биография
В юношеските си години Радлев играе за Септември (София). През 1966 г. е привлечен в ЦСКА, където остава два сезона. През 1966/67 с „армейците“ достига до полуфинал в Купата на европейските шампиони, като участва в 5 мача от европохода. На 26 април 1967 г. се разписва в реванша от полуфинала с Интер, който завършва 1:1 на стадион „Народна армия“. В А група за ЦСКА изиграва 42 мача и бележи 4 гола.
През 1968 г. Радлев напуска „армейците“ и преминава в Черноморец (Бургас). Остава четири сезона при „акулите“, в които е основен играч в състава. Записва 96 мача и бележи 13 гола в първенството.
През лятото на 1972 г. е привлечен от Левски (София). През сезон 1972/73 изиграва общо 29 мача и вкарва 5 попадения за клуба – 23 мача с 5 гола в А група, 4 мача за купата и 2 мача в Купата на УЕФА срещу румънския Университатя (Клуж).
През 1973 г. Радлев преминава в Пирин (Благоевград). През 1976 г. получава званието „Майстор на спорта“, а през 1977 г. е награден с Купата за индивидуално спортсменство в шампионата. За 5 сезона изиграва 115 мача и бележи 1 гол за Пирин в А група.